# Wilhelm Philipp Goßweyler
Wilhelm Philipp Goßweyler (* 2. März 1791 in Pforzheim; † 10. Juni 1848 in Karlsruhe) war ein badischer Finanzjurist und Politiker.

## Leben
Goßweyler studierte seit 1809 Rechtswissenschaften an der Universität Heidelberg und wurde dort 1810 Mitstifter des Corps Suevia Heidelberg. 1822 wurde er Kreisrat in Freiburg im Breisgau, 1833 Geheimer Referendär und 1835 Direktor der Badischen Zolldirektion in Karlsruhe und führte die Verhandlungen in Berlin um die Aufnahme Badens in den Deutschen Zollverein. Goßweiler wurde 1845 Mitglied des badischen Staatsrats. Der Baudirektor der Badischen Eisenbahnen Theodor Goßweiler (1842–1896) war sein Sohn.